# Casa do Caminho
A Casa do Caminho é uma associação com o objectivo de acolher crianças em perigo. Localiza-se em Matosinhos, na freguesia da Senhora da Hora.

## Objectivos
O objectivo da Casa do Caminho é acolher crianças que se encontrem em perigo, vítimas de maus tratos, ou até mesmo crianças abandonadas. As crianças que lá se encontram estão obrigatoriamente entre os 0 e os 6 anos.

## História
A instituição foi fundada em 1988 por um grupo de pessoas frequentemente envolvidas em serviço de voluntariado, com noção da necessidade de apoio por parte de algumas crianças.
Começou a funcionar a 8 de Outubro de 1990, numa casa com a capacidade de acolher dez crianças. A 1 de Novembro recebeu as primeiras crianças.
Em 1991, a associação mudou as suas instalações para uma casa com a capacidade de acolher vinte crianças.
Em 1993, foi aprovado o projecto de mudar para as instalações actuais, inauguradas em 1997 e construídas de raiz para este efeito.